# Stefan Bednarski
Stefan Bednarski (ur. 1868, zm. 1 stycznia 1940 w Sachsenhausen) – polski prawnik, lektor języka rosyjskiego na Uniwersytecie Jagiellońskim.

## Życiorys
Odbył studia prawnicze na uniwersytecie w Odessie. Bliższe szczegóły na temat jego pracy zawodowej nie są znane, wiadomo, że był adwokatem w Bracławiu, a po odzyskaniu przez Polskę niepodległości – rejentem. Pracował też przez jakiś czas jako nauczyciel gimnazjalny. Już w wieku emerytalnym w roku akademickim 1935/1936 był lektorem języka rosyjskiego na Wydziale Filozoficznym  Uniwersytetu Jagiellońskiego.
6 listopada 1939 roku wraz z gronem profesorów krakowskich po tzw. wykładzie inauguracyjnym SS-Sturmbannführera Bruno Müllera (Sonderaktion Krakau) został aresztowany i wywieziony do obozu w Sachsenhausen; po kilku tygodniach zapadł na zapalenie płuc i pozbawiony opieki lekarskiej zmarł.
Był żonaty ze znacznie młodszą Janiną z Dubińskich, uczestniczką konspiracji, która podejmowała starania o uwolnienie uczonych krakowskich (także po otrzymaniu wiadomości o śmierci męża).